# Randers Tegl A/S
Randers Tegl er en dansk, familiedrevet virksomhed og er i dag en af Nordeuropas førende teglproducenter.  
Virksomheden producerer et bredt sortiment af produkter inden for mursten, tagsten, belægning samt overliggere og bjælker.
Randers Tegls hovedkontor er placeret i Aalborg og har været der siden 1996.  
Virksomheden beskæftiger i dag 239 medarbejdere på tværs af koncernen.
Randers Tegl har afdelinger i Norge, Sverige og Tyskland samt 18 internationale partnere fordelt på 11 lande.

## Historie
I 1911 købte Carl Theodor Piper Viborg Teglværk, men da leret ikke var af tilfredsstillende kvalitet, fandt han i 1917 et område med førsteklasses ler ved Stoholm nær Højslev. Her blev Pipers Teglværk opført.
Mellem 1911 og 2007 erhvervede forskellige medlemmer af Piper-familien en række teglværker, som tilsammen dannede grundlaget for Randers Tegl Gruppen.  
I 1949 besluttede Carl Piper og hans søn, Preben Piper, at nedlægge teglværket ved Stoholm for i stedet at opføre et nyt teglværk ved Mønsted. Dette blev et af de første teglværker i Danmark med helårsdrift og opvarmede tørrekamre i stedet for åbne tørrelader.
I 1952 brændte Mønsted Teglværk, og i stedet for at genopføre det valgte Preben Piper at bygge et nyt, mere mekaniseret teglværk syd for Hammershøj.
I 1967 købte Preben Piper Gandrup Teglværk, som senere udviklede sig til at være et af Nordeuropas største teglværker med en kapacitet på 62 millioner enheder årligt.
I 1996 skiftede Pipers Teglværker officielt navn til Randers Tegl Gruppen i forbindelse med opkøbet af et nyt salgskontor i Aalborg. Hermed blev de to salgskontorer i Randers og Aalborg sammenlagt under ledelse af Jens Piper.

## I dag
Randers Tegl ledes i dag af brødrene Thomas Piper (administrerende direktør) og Andreas Piper (direktør for produktudvikling og innovation). 
Koncernen omfatter fem teglværker, hvoraf fire ligger i Danmark og ét i Tyskland.  
Trods en generel nedgang i byggebranchen omsatte Randers Tegl i 2023 for 451 millioner kroner.

## Randers Tegls Teglværker
| Hammershøj Teglværk |
| --- |
| Hammershøj Teglværk blev anlagt på Årup Enge, hvor byggeriet begyndte i 1952. Placeringen blev strategisk valgt, da der kunne graves ler tæt ved, hvilket sikrede en effektiv råvareforsyning. Produktionen blev igangsat i 1954 med 19 ansatte og en række moderne faciliteter for tiden. Værket omfattede blandt andet 12 dobbelte tørrekamre til maskinsten med plads til 12.000 sten hver samt 5 tørrekamre til blødstrøgne sten med en kapacitet på 11.000 sten hver. Til brænding blev der installeret en ringovn hentet fra Mønsted Teglværk, som kunne brænde omkring 200.000 sten om ugen. Allerede i det første år blev der dog mødt produktionsmæssige udfordringer, og kun 5 millioner sten blev fremstillet. Trods dette voksede kapaciteten hurtigt, og i de følgende år nåede den årlige produktion op på 10 millioner sten, hvilket gjorde Hammershøj Teglværk til et af landets største. En større udvidelse og modernisering i 1960 førte til en betydelig stigning i produktionen, og i 1962 var det årlige output oppe på 16 millioner sten. Værket blev opdelt i tre enheder: Værk 1 til blødstrøgne sten, Værk 2 til maskinsten, og i 1975 blev Værk 3 indviet den 25. september som endnu en kapacitetsudvidelse. Carlsberg Bjælker blev grundlagt i 1855 og har gennem tiden udviklet sig til en central aktør inden for produktion af teglelementer. I 1993 ændrede virksomheden navn til Carlsberg Bjælker A/S som led i en modernisering og tydeliggørelse af brandet. I slutningen af 1990’erne tog omsætningen for alvor fart i takt med, at der kom ordrer fra både Danmark, Sverige, Norge, Tyskland og De Forenede Arabiske Emirater. |

| Gandrup Teglværk |
| --- |
| Gandrup Teglværk blev oprindeligt bygget i 1901 og var ejet af Christian Nielsen, som opdagede, at der var store mængder ler på de omkringliggende jernbaneskråninger. Han besluttede derfor at udnytte ressourcen ved at etablere et nyt teglværk. Frem til 1945 bestod produktionen primært af manuelt arbejde udført af de ansatte. Dette resulterede i en produktionskapacitet på henholdsvis 6 millioner sten i 1964 og 10 millioner sten i 1970. I 1967 købte Preben Piper Gandrup Teglværk. I løbet af 1980’erne blev der opført et nyt værk ved siden af det eksisterende, og i 1989 blev endnu et værk indviet, således at Gandrup Teglværk herefter bestod af tre produktionsenheder. I 2004 modtog Gandrup Teglværk årets El-sparepris som anerkendelse for en ekstraordinær indsats for at reducere elforbruget. I dag er Gandrup Teglværk blandt Nordeuropas største teglværker med en kapacitet på cirka 62 millioner mursten årligt. Værket producerer et sortiment på over 20 forskellige typer blødstrøgne mursten med fire facader samt strengpressede maskinsten. |

| Vindø Teglværk |
| --- |
| Vindø Teglværk er et teglværk beliggende ved Mariager Fjord nær Hobro. Teglværket blev grundlagt i forbindelse med en væsentlig udbygning af Hobro by omkring 1840 og dateres til cirka 1845. Teglværket blev grundlagt af den lokale forretningsmand Nikolaj Brasch, som så et salgspotentiale i byudviklingen og blev opmærksom på store mængder ler i skoven bag værket. Omkring samme tid blev sejlrenden ind til Hobro Havn udgravet, hvilket skabte både et marked, råvarer og udskibningsmuligheder – ideelle forhold for placeringen af et teglværk. Vindø Teglværk har gennem tiden været en betydelig aktør i indførelsen af ny teknologi i branchen. Blandt andet drev Frederik Tretow, svigersøn til Nikolaj Brasch, værket fra 1884 til sin død i 1913. Tretow var blandt andet opfinder af primus-apparatet. I 1946 overtog Poul Rømsgaard Vindø Teglværk. Poul og senere hans søn Jan Rømsgaard førte teglværket gennem svære tider i 1960’erne og 1970’erne, hvor mange danske teglværker måtte lukke. Familien formåede at vende Vindø Teglværk fra forfald til nye højder. I 2007 blev Vindø Teglværk opkøbt af Pipers Teglværker, som samtidig overtog Jan Rømsgaards andel af salgsselskabet Randers Tegl. I dag er Vindø Teglværk et af Danmarks mest effektive teglværker, både med hensyn til energieffektivitet og produktion pr. time. Værket producerer både klassiske murstenstyper såsom gule og røde mursten, men produktionen består især af engoberede eller lerindfarvede mursten. |

| Højslev Teglværk |
| --- |
| Højslev Teglværk blev den 19. august 1981 købt af Jens Piper med det formål at udvikle markedets stærkeste tegltagsten. Området omkring Højslev Teglværk blev vurderet til at have den bedste kvalitet af ler til produktion af tagsten. Den 15. februar 1982 blev værket overtaget, og i den forbindelse blev ombygningen af værket til tagstensproduktion igangsat. I december 1982 begyndte markedsføringen af de nye tagsten, og i maj 1983 blev de første leverancer af Højslev Teglværks vingetagsten sendt ud. Værket leverede blandt andet til byggerier i Skagen, Aalborg, Aarhus, Odense, Kolding og Sønderborg. I 1990 nåede værket en produktionskapacitet på over 20 millioner sten årligt. I 2007 blev blådæmpning introduceret på værket, hvilket krævede en investering fra Randers Tegl på cirka 10 millioner kroner. Dette bidrager i dag til, at Højslev Teglværk har over 20 forskellige varianter af tagsten. Højslev Teglværk er i dag et af Nordeuropas mest avancerede tegltagstensværker med en rationel og teknologisk avanceret produktionsform.[kilde mangler] Værket producerer tre forskellige vingetagsten, to typer falstagsten samt en bred vifte af tilbehørsprodukter. Vingetagstenene leveres i et bredt farveudvalg, der spænder fra klassiske røde og gule til brune, blådæmpede samt rødengoberede og sortengoberede varianter. Produktionskapaciteten for vingetagsten alene er i dag omkring 13 millioner tagsten årligt. Værket sætter i dag en ny standard for kvaliteten af traditionelle vingetagsten.[kilde mangler] |